# Prądnik Czerwony (městská část)
Prądnik Czerwony (polsky Dzielnica III Prądnik Czerwony) je třetí městská část Krakova. Do roku 1990 spadala administrativně pod čtvrť Śródmieście. K 31. prosinci 2007 zde žilo 48 654 obyvatel. Rozloha městské části činí 650 ha.

### Externí odkazy

Městská část III Prądnik Czerwony